# Uriah
Uriah ist ein männlicher Vorname.

## Herkunft und Bedeutung
Bei Uriah handelt es sich um die englische Variante des hebräischen Namens אוּרִיָה ʾūrijāh bzw. אוּרִיָהוּ ʾūrijāhū. Der Name setzt sich aus dem Element אוּר ʾūr und dem Gottesnamen יהוה jhwh zusammen: „[m]ein Lichtschein ist der Herr“, „[m]ein Feuer ist der Herr“.

## Verbreitung
Der Name Uriah war in den USA noch nie besonders populär. Auch heute wird er nur ausgesprochen selten vergeben.

## Varianten
- Deutsch: Uria, Urija
- Französisch: Urie
- Griechisch: Οὐρίας Urías
- Hebräisch: אוּרִיָהוּ ʾūrijāhū, אוּרִיָה ʾūrijāh
  - Diminutiv: אוּרִי ʾūrî
- Italienisch: Uria
  - Latein: Urias
- Polnisch: Uriasz
- Portugiesisch: Urias
- Rumänisch: Urie
- Spanisch:Urías

## Bekannte Namensträger
- Uriah Ashley (1944–2020), panamaischer römisch-katholischer Geistlicher und Weihbischof in Panama
- Alexander Uriah Boskovitch (1907–1964), israelischer Musikpädagoge und Komponist
- Uriah Butler (1897–1977), trinidadischer Politiker, Arbeiterführer und Prediger
- Uriah Forrest (1746–1805), US-amerikanischer Politiker
- Uriah Rennie (1959–2025), englischer Fußballschiedsrichter
- Uriah Shelton (* 1997), US-amerikanischer Schauspieler und Sänger
- Uriah Smith Stephens (1821–1882), amerikanischer Gewerkschaftsführer
- Uriah Tracy (1755–1807), US-amerikanischer Politiker

## Sonstige Namensverwendung
- Uriah (Alabama), Gemeinde im Monroe County, Alabama
- Uriah Heep, Charakter in Charles Dickens Roman „David Copperfield“
- Uriah Heep, britische Hardrock-Band